# Black (série télévisée)
Pour les articles homonymes, voir Black.
Black (hangeul : 블랙 ; RR : Beullaek, littéralement « Noir ») est une série télévisée de thriller fantastique sud-coréenne de 18 épisodes d’environ 80 minutes créée par le studio Dragon et diffusée entre le 14 octobre 2017 et le 10 décembre 2017 sur le réseau OCN. Elle est ensuite diffusée internationalement depuis octobre 2018 sur Netflix.

## Synopsis
Kang Ha-ram, une jeune voyante qui peut prédire la mort depuis toute petite, décide d'aider Han Moo-gang, un inspecteur devenu La Faucheuse à sauver des vies et résoudre des enquêtes.

## Distribution

### Acteurs principaux
- Song Seung-heon : l’inspecteur Han Moo-gang / Black
- Go Ara : Kang Ha-ram
- Lee El : Yoon Soo-wan
- Kim Dong-jun : Oh Man-soo

### Acteurs secondaires

#### Personnages autour de Moo-gang
- Kim Won-hae : Na Gwang-gyeon
- Jung Suk-yong : Bong Man-shik
- Lee Chul-min : Oh Soo-tae
- Huh Jae-ho : Park Gwi-nam
- Ji Su-won : Seo Young-hwa

#### Personnages autour de Ha-ram
- Kim Jung-young : la mère de Ha-ram
- Kim Hyung-min : Kang Soo-hyuk, le père de Ha-ram
- Go Seung-bo : Hoon-seok, le beau-frère de Ha-ram
- Park Jung-hak : le beau-père Ha-ram

#### Les Faucheuses
- Kim Tae-Woo : La Faucheuse #444
- Park Doo-sik : Je Soo-dong / La Faucheuse #419
- Jo Jae-yoon : La Faucheuse #007
- Lee Kyu-bok : La Faucheuse #416
- Jung Jun-won : Jang Hyun-soo, #416 (forme réelle)

#### Personnages autour de Man-soo
- Lee Do-kyung : Oh Chun-soo, le père de Man-soo
- Choi Min-chul : Oh Man-ho, le demi-frère de Man-soo
- Choi Won-hong : Oh Sang-min, le fils de Man-ho
- Kim Jae-young : Leo / Kim Woo-sik
- Oh Cho-hee : Tiffany / Lee Young-hee
- Kim Young-sun : la mère de Man-soo

#### Autres
- Lee Hae-young : Min Jae-hong
- Woo Hyun : Wang Yong-chun, l’homme au tatouage d’araignée
- Lee Kwan-hoon : Chen, l’homme manquant un doigt
- Bae Jung-hwa : Han Jin-sook
- Lee Hyo-je : Kim Joon / Han Moo-chan
- No Tae-yeob : Steve
- Lee Jun-suk : Park Seung-chul
- Song Min-hyung : Woo Byung-sik
- Cha Chun-hwa : Clara
- Yeon Jae-wook : Lee Byung-tae

## Production

### Musique
Bande originale 1
| 1.   | Take Me Out         | Nam Tae-hyun | 4:31 |
| 2.   | Take Me Out (Inst.) | Nam Tae-hyun | 4:31 |
| 9:02 |                     |              |      |

Bande originale 2
| 1.   | Like A Film         | leeSA (리싸) | 3:37 |
| 2.   | Like A Film (Inst.) | leeSA (리싸) | 3:41 |
| 7:18 |                     |              |      |

Bande originale 3
| 1.   | Another Me         | Han Min-Chae (민채) | 4:35 |
| 2.   | Another Me (Inst.) | Han Min-Chae (민채) | 4:41 |
| 9:16 |                    |                     |      |

### Fiche technique
- Titre original et français : Black
- Création : Studio Dragon
- Réalisation : Kim Hong-seon
- Scénario : Choi Ran
- Montage : Steve M. Choe
- Musique : Nam Hye-seung
- Production : Kim Jong-sik et Song Jae-joon
- Société de production : iWill Media
- Sociétés de distribution (télévision) : Netflix
- Pays d'origine :  Corée du Sud
- Langue originale : coréen
- Format : couleur - 1080i (HDTV) - Dolby Digital
- Genres : thriller fantastique, comédie romantique
- Durée : 68-87 minutes
- Dates de première diffusion :
  - Corée du Sud : sur OCN
  - Belgique, France, Québec, Suisse romande : octobre 2018 sur Netflix
- Public : déconseillé aux moins de 16 ans

## Audiences
| Ép.     | Date de diffusion | Part d'audience moyenne | Part d'audience moyenne | Part d'audience moyenne | Part d'audience moyenne |
| Ép.     | Date de diffusion | AGB Nielsen             | AGB Nielsen             | TNmS Ratings            |                         |
| Ép.     | Date de diffusion | Tout le pays            | Séoul                   | TNmS Ratings            |                         |
| ------- | ----------------- | ----------------------- | ----------------------- | ----------------------- | ----------------------- |
| 1       | 14 octobre 2017   | 2.141%                  | 2.416%                  | 2.0%                    |                         |
| 2       | 15 octobre 2017   | 3.876%                  | 4.170%                  | 3.0%                    |                         |
| 3       | 21 octobre 2017   | 3.963%                  | 4.715%                  | 2.7%                    |                         |
| 4       | 22 octobre 2017   | 4.318%                  | 5.080%                  | 3.7%                    |                         |
| 5       | 28 octobre 2017   | 3.595%                  | 4.229%                  | 2.9%                    |                         |
| 6       | 29 octobre 2017   | 4.087%                  | 4.714%                  | 3.6%                    |                         |
| 7       | 4 novembre 2017   | 3.580%                  | 4.427%                  | 3.0%                    |                         |
| 8       | 5 novembre 2017   | 3.247%                  | 3.727%                  | 2.6%                    |                         |
| 9       | 11 novembre 2017  | 2.966%                  | 3.636%                  | 2.3%                    |                         |
| 10      | 12 novembre 2017  | 3.409%                  | 4.245%                  | 3.6%                    |                         |
| 11      | 18 novembre 2017  | 2.535%                  | 2.795%                  | 2.1%                    |                         |
| 12      | 19 novembre 2017  | 3.074%                  | 3.613%                  | 2.9%                    |                         |
| 13      | 25 novembre 2017  | 2.532%                  | 2.707%                  | 2.4%                    |                         |
| 14      | 26 novembre 2017  | 3.038%                  | 3.234%                  | 2.8%                    |                         |
| 15      | 2 décembre 2017   | 2.453%                  | 2.395%                  | 2.0%                    |                         |
| 16      | 3 décembre 2017   | 3.470%                  | 3.810%                  | 2.6%                    |                         |
| 17      | 9 décembre 2017   | 3.085%                  | 3.403%                  | 2.2%                    |                         |
| 18      | 10 décembre 2017  | 4.181%                  | 4.518%                  | 3.7%                    |                         |
| Moyenne | Moyenne           | 3.308%                  | 3.769%                  | 2.783%                  |                         |